# 鏡裕之
鏡 裕之（かがみ ひろゆき、1969年2月21日 - ）は、日本のアダルトゲームシナリオライター、ジュブナイルポルノおよびライトノベル作家。旧ペンネームは和泉 時彦（いずみ ときひこ）。神奈川県小田原市生まれ、滋賀県出身。

## 来歴
滋賀県立膳所高等学校、北海道大学文学部英文科卒業。卒論は『ナルニア国物語』。高校時代は文芸班（文芸部）に所属していた。初めて小説を書いたのは、小学5年生だという。
1995年、一般企業から美少女ゲーム業界に転職。イリュージョン在籍の2年間で12本のゲームのシナリオを執筆。しかし、所属して最初に書いたシナリオはインターハートのものだった。
1997年にBELL-DAに移籍、会社のナンバーツーとしてプロデューサー、ディレクター、シナリオライター、スクリプター、営業を兼務。『リエゾン』『彼女はメイド』など、スマッシュヒット作をリリース、男女の一人称描写が交互に繰り返されるリエゾンシステムを生み出す。
1998年に自身がシナリオを担当したBELL-DAのアダルトゲーム『リエゾン』のノベライズ作品で小説家デビュー。
1999年にフリーに転身。
2000年に角川スニーカー文庫より刊行した『プリズム・ハート』のノベライズより鏡裕之名義を使用、2003年よりゲームシナリオのペンネームも鏡裕之名義に統一し、ゲームの企画＆シナリオだけでなく、オリジナルのジュブナイルポルノおよびライトノベル作品も執筆している。基本的にゲームと小説の二足の草鞋で、ゲームの方では自分でゲームを企画＆デザインし、字コンテを提出、単独でシナリオを書いている。他人といっしょにゲームシナリオを書いたのは、57作中わずか1作品である。
2016年2月現在、ゲーム本数は57本、小説は47冊。2014年11月1日、『高1ですが異世界で城主はじめました4』の発売を記念して、メロンブックス秋葉原1号店でサイン会が開かれた。
2002年から都内でゲームシナリオ講座を開催(2015年2月現在で26回開催)、ゲームシナリオのハウツー本『美少女ゲームシナリオバイブル』を著している。東京コミュニケーションアート専門学校でも、3回、特別講義を行っている。ゲームの一人称は三人称客観のないゼロ人称だと主張している。また東京都の表現規制に反対して『非実在青少年論〜オタクと資本主義〜』を上梓、東浩紀のデータベース消費に反論し、代替モデルとしてウロボロス消費を提示している。

## 作風
自らを巨乳フェチ作家と呼称するほどの、大の巨乳好きであり、サイト上で巨乳フェチの成年コミックのレビューを掲載している。
また、巨乳を題材とした小説やアダルトゲームも発表しており、『MILK・ジャンキー』（2003年発売）は巨乳フェチゲームの嚆矢となり、のちに3作品にわたってシリーズ化された。2009年には『巨乳ファンタジー』を生み出し、これもシリーズ5作（『巨乳魔女』を加えると6作）の人気作となっている。加えて、シリーズには必ず1人、陥没乳首のヒロインが登場している。
2003年から始まった巨乳フェチファンタジー小説『ブラバスター』(青心社文庫)は、シリーズ9巻に到達、日本のジュブナイルポルノの最長記録になっている。
その一方で、巨乳ファンはヒロインの尊厳を傷つける内容を好まない、という考えから、シナリオには凌辱やスカトロを取り入れない方針を示している。
前述の『巨乳ファンタジー』の場合、Waffle側から提示された企画は凌辱ものだったが、鏡の提案により、ファンタジー世界を舞台とした落ちこぼれのサクセスストーリーに方針転換された。

## 作品
会社の方針で、イリュージョン時代は非表示。『逢いたい時に君はいない』(1997)から『パンドラのびっくり箱』(2002)までの作品は和泉時彦名義。
1997年『逢いたい時に君はいない』から、2009年『乳フェチ2』シリーズの間は、スクリプターを兼任していた。

### ゲームシナリオ
- Fortune Lover（1996、インターハート）
- 漂流（1996、N）
- 学園性白書シリーズ（ビジョン）
  - 学園性白書(1996)
  - 学園性白書2(1997)
- 唯香ちゃんとのべつまくなし（ビジョン）
- 禁じられた遊び（1997、ビジョン）
- 犬どもの地獄（1997、ビジョン）
- Surface Zone（1997、モーション）
- 逢いたい時に君はいない（1997、BELL-DA）※この作品からスクリプターを兼務
- Nineteen（1998、BELL-DA）
- リエゾン（1998、BELL-DA）
- 彼女はメイド（1998、BELL-DA）
- ほたる（1998、BELL-DA）
- Fresh! ティーンズメモリー（1999、BELL-DA）
- あめいろの季節（2000、Zyx）
- プリズム・ハート（2000、ぱじゃまソフト）
- パンドラの夢（2001、ぱじゃまソフト）
  - パンドラのびっくり箱（2002、ぱじゃまソフト）
- Love Split（2003、rouge） ※スタッフロール非表示
- ぷにつま（2003、ぷちぱじゃま）
- Maple Colors（2003、CROSSNET、開発・ApRicoT） ※一部
- MILK・ジャンキーシリーズ（ブルゲ ON DEMAND）
  - MILK・ジャンキー(2003)
  - MILK・ジャンキー2(2004)
  - MILK・ジャンキー3(2005)
- PURE MAID 〜着せかえしてね〜（2004、ぷちぱじゃま）
- CLEAVAGE（2005、Empress。）
- らぶらぶボインシリーズ（flap）
  - 妹の巨乳(2006)
  - 高飛車の巨乳(2006)
  - 保健医の巨乳(2007)
- 乳フェチシリーズ（みるくぱい）
  - Gカップ敏感聖徒会長 〜乳フェチ・乳揉み編〜(2007)
  - Iカップ母乳看護婦 〜乳フェチ・乳吸い編〜(2008)
  - Hカップ生意気家庭教師 〜乳フェチ・パイズリ編〜(2008)
  - G・H・Iカップ淫乳三姉妹 〜乳フェチ・ハーレム編〜(2008)
- オッパイ妻シリーズ（モーニングスター）
  - オッパイ妻 〜敏感Jカップ 水無瀬美雪〜(2008)
  - オッパイ妻〜淫乳Lカップ・向日葵綺彩〜(2008)
  - オッパイ妻〜高飛車Hカップ・風間暁美〜(2009)
- もみちゅぱティーチャ！ 〜巨乳姉妹と三角関係〜（2009、ぱじゃまエクスタシー）
- 乳フェチ2シリーズ（みるくぱい）
  - ツンデレ I cup レースクイーン理沙〜パイズリ編〜(2009)
  - ツンデレ I cup レースクイーン理沙〜乳吸い編〜(2009)
  - J cup　乳辱アナウンサー静香〜乳揉み編〜(2009)
  - J cup　乳辱アナウンサー静香〜パイズリ編〜(2009)※この作品をもってスクリプター兼務終了
- 『ふぇちちち！〜巨乳先生の誘惑授業〜』（2009、Luchs）
- 巨乳シリーズ（Waffle）
  - 巨乳ファンタジー(2009)
  - 巨乳魔女(2010)
  - 巨乳ファンタジー外伝(2011)
  - 巨乳ファンタジー2(2012)
  - 巨乳ファンタジー外伝2(2013)
  - 巨乳ファンタジー2if(2014)
  - 巨乳ファンタジー3(2015)
  - 巨乳ファンタジー外伝2after(2016)
  - 巨乳ファンタジー3if(2017)
  - 巨乳ファンタジー3if-アルテミスの矢・メデューサの願い- (2018)
  - 巨乳ファンタジー4 -修道士アストル- (2020)
  - 巨乳ファンタジー5 〜王子リーン〜(2025)
- オッパイオフィス〜超敏感Kカップ!!豊條詩織28歳(2013、モニスタラッシュ / a Matures)

一般作品
- エーゲ海の雫（1995、ILLUSION CORE）
- バーチャルめもりある（1996、ガイア）

### 小説
『リエゾン』のみ和泉時彦名義。
ジュブナイルポルノ
- BOIN SAGA ブラバスターシリーズ（2003 -、青心社文庫、兼処敬士・画、全9巻）
- タカビーな爆乳彼女のつくりかた（2005、二見ブルーベリー文庫、琴義弓介・画、全1巻）
- Jカップ学園忍法帖（2008 -、青心社文庫、辰波陽徳・画、全3巻）
- 揉ませてよオレの正義（2012 -、ぷちぱら文庫Creative、遠矢大介(2巻まで)、Kloah(3巻)、牡丹(4巻から)・画、現在シリーズ7巻）

ライトノベル
- 魔女にタッチ!（2009 - 2010、HJ文庫、くりから・画、全3巻）
- 悪魔をむにゅむにゅする理由（2010 - 2011、HJ文庫、黒川いづみ・画、全2巻）
- 高1ですが異世界で城主はじめました（2013 -、HJ文庫、ごばん・画、既刊25巻）

ゲームのノベライズ
- リエゾン（1998、コアラブックス、和泉時彦名義）
- プリズム・ハート（2000、角川スニーカー文庫）
- ぷにつま（『パソコンパラダイス』2003年12月号 - 2004年2月号） ※未単行本化
- MILK・ジャンキー2（2004、パラダイム）
- MILK・ジャンキー3（2005、パラダイム）
- 巨乳ファンタジー上下巻（2009、パラダイム）
- 巨乳魔女上下巻（2010、パラダイム）
- 巨乳ファンタジー外伝上下巻（2011、パラダイム）
- 巨乳ファンタジー2上下巻（2012、パラダイム）
- 巨乳ファンタジー外伝2 リュート、最後の物語 上下巻（2014、パラダイム）
- 巨乳ファンタジー2if 上中下巻（2015、パラダイム）
- 巨乳ファンタジー3 上下巻（2016、パラダイム）
- 巨乳ファンタジー4 ～修道士アストル～ 上下巻（2022、パラダイム）

### その他の著書・エッセイ
- 美少女ゲームシナリオ論（『PC Angel』、2003年6月号 - 2004年11月号）
- 美少女ゲームシナリオバイブル（2009、愛育社）
- 非実在青少年論〜オタクと資本主義〜（2010、愛育社）
- 鏡裕之のゲームシナリオバイブル（2014、PDFで電子出版）
- 『巨乳ファンタジー』購入特典「チチダス2009」監修＆加筆修正
- OVA巨乳ファンタジー シャムシェル×ロクサーヌ 爆乳のススメ編（魔人、脚本&監修&Hシーン設定）
- OVA巨乳ファンタジー アイシス×グラディス 爆乳宣言！編（魔人、脚本&監修&Hシーン設定）

### 作詞
- Devotion (PURE MAID)
- Split Love (Love Split)
- Sea Side Seat
- 鳥のように抱いて（パンドラの夢)
- Endless Loop（パンドラの夢)
- 玩具箱の未来（パンドラの夢)
- パンドラの夢（パンドラの夢)
- 空の果て（プリズム・ハート)
- ステンドグラスの夢（プリズム・ハート)
- Moonlight Cathedral（プリズム・ハート)
- Heart of Prism（プリズム・ハート)
- ハートの風車（プリズム・ハート)

### TV出演
- 「スケベ人間TAKEYAMA」ゲスト出演(DMM、2012.7.21)
- 社会派討論バラエティー”IKUSA”「おっぱいVSおしり」ゲスト出演(ニコ生、2014.3.25)